# Phascolosomatidea
Phascolosomatidea es una subclase de Sipuncula o gusanos cacahuete formado por dos órdenes:
- Aspidosiphoniformes
- Phascolosomatiformes

Sus ganchos se disponen en anillos regulares.